# Brian Kidd
Pour les articles homonymes, voir Kidd.
Brian Kidd, né le 29 mai 1949 à Manchester (Angleterre), est un footballeur anglais, qui évoluait au poste d'attaquant à Manchester United et en équipe d'Angleterre.
Il marque en prolongation de la finale de la Coupe des clubs champions 1968 qu'il remporte le jour de son 19ème anniversaire.
Kidd a marqué un but lors de ses deux sélections avec l'équipe d'Angleterre en 1970.

## Carrière de joueur
- 1963-1974 : Manchester United
- 1974-1976 : Arsenal
- 1976-1979 : Manchester City
- 1979-1980 : Everton
- 1980-1981 : Bolton Wanderers
- 1981 : Chiefs d'Atlanta
- 1981-1982 : Bolton Wanderers
- 1982-1983 : Fort Lauderdale Strikers
- 1984 : Minnesota Strikers  [2]

## Palmarès

### En équipe nationale
- 2 sélections et 1 but avec l'équipe d'Angleterre en 1970.

### Avec Manchester United
- Vainqueur de la Coupe des clubs champions en 1968.
- Vainqueur du Championnat d'Angleterre de football en 1965 et 1967.
- Vainqueur du Charity Shield en 1965 et 1967.
- Vice-Champion du Championnat d'Angleterre de football en 1964 et 1968.
- Finaliste de la Coupe intercontinentale en 1968.

### Avec Manchester City
- Vice-Champion du Championnat d'Angleterre de football en 1977.

## Carrière d'entraîneur
- 1984-1985 : Barrow AFC
- 1986 : Preston North End
- 1988-1991 :  Manchester United - 21 ans
- 1991-1998 : Manchester United  (Adjoint)
- 1998-1999 : Blackburn Rovers
- 2000-2003 : Leeds United  (Adjoint)
- 2003-2004 :  Angleterre (Adjoint)
- 2006-2008 : Sheffield United  (Adjoint)
- 2009 : Portsmouth  (Adjoint)
- 2009-2021 : Manchester City  (Adjoint)